# Ingvarsteine

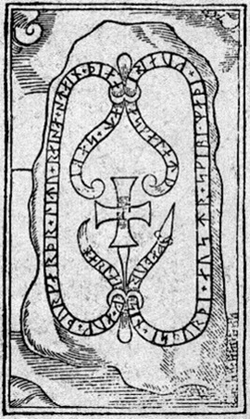
Stein von Steninge U 439

Ingvarsteine (schwedisch Ingvarsstenarna  ist die Bezeichnung für 26 Runensteine in Schweden, die für Wikinger errichtet wurden, die zwischen 1036 und 1041 bei einer Expedition unter Ingvar Vittfarne (deutsch „Ingvar der Weitgereiste“, auch Ingvar Emundsson) zum Kaspischen Meer starben.

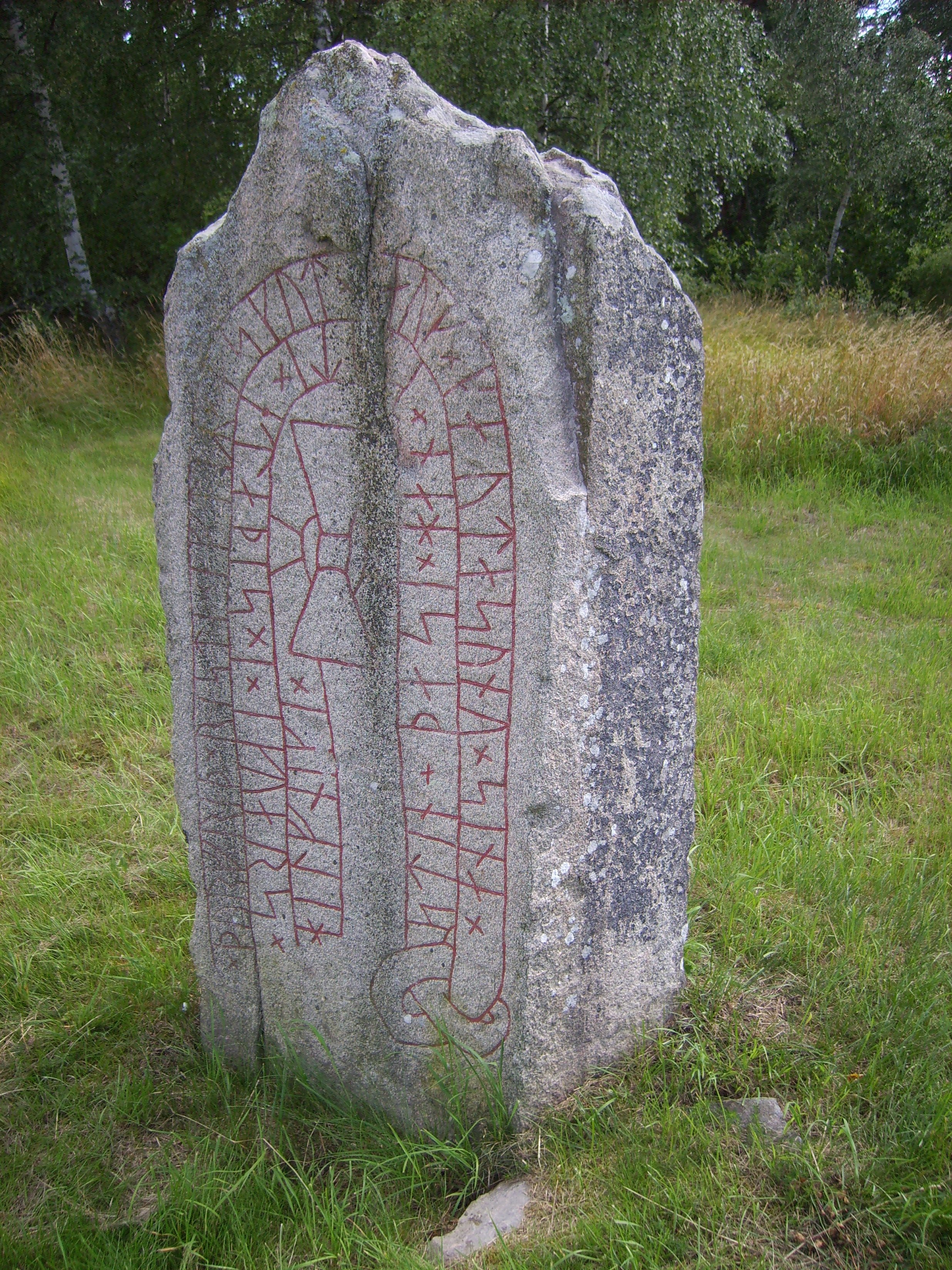
Runenstein von Bjällbrunna (Ög 155)

Sie gehören zu über 130 Runensteinen in Dänemark und Schweden, die von Fahrten von Skandinaviern in andere Länder berichten.

## Historischer Hintergrund

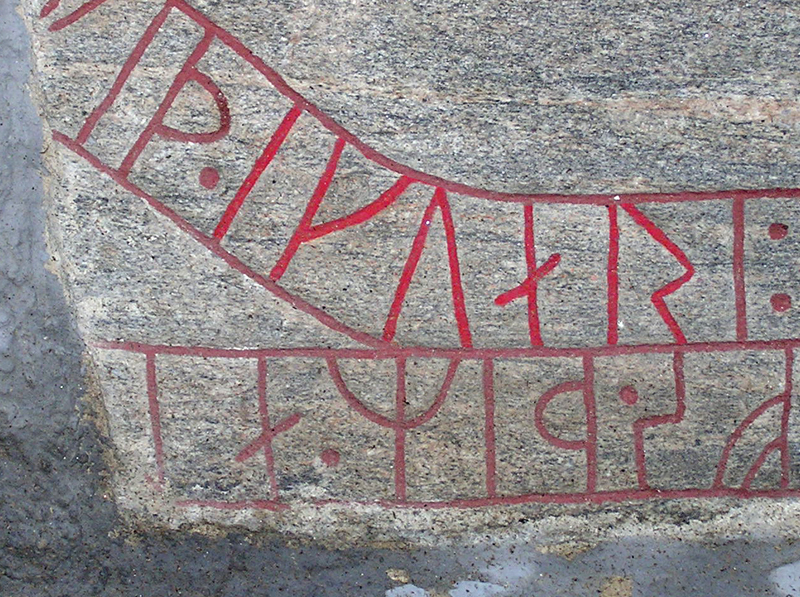
Oben – zwischen dem Punkt und dem Doppelpunkt der Runentext IKUARI, oder Ingvar vom Runenstein Sö 281

Die isländische Yngvars saga víðförla und die georgische Kartlis-Chronik berichteten über eine Schlacht bei Bashi am südöstlichen Ufer des Kaspischen Meeres im Machtkampf in Georgien. Daran nahmen auch die Waräger mit 30 Schiffen und 700 Männern teil. Viele von ihnen starben im Kampf, aber die meisten, darunter auch Ingvar, erlagen Krankheiten.
Die Runensteine in Schweden wurden zu ihrem Gedenken errichtet.
Im Jahr 1990 präsentierte der Archäologe Mats Larsson (* 1946) eine Zusammenstellung der Texte im Buch Ett ödesdigert Vikingatåg: Ingar den vitfarnes resa 1036–1041 („Eine katastrophale Wikingerexpedition“). Außerdem stellte er eine Theorie über die Expeditionsroute durch Transkaukasien auf.

## Ingvarsteine
Södermanland
- Sö 9 Lifsinge
- Sö 96 Jäders kyrka[5]
- Sö 105 Högstena[6]
- Sö 107 Balsta[7]
- Sö 108 Gredby gata[8]
- Sö 131 Lundby
- Sö 173 Tystberga
- Sö 179 Gripsholm
- Sö 254 Vansta

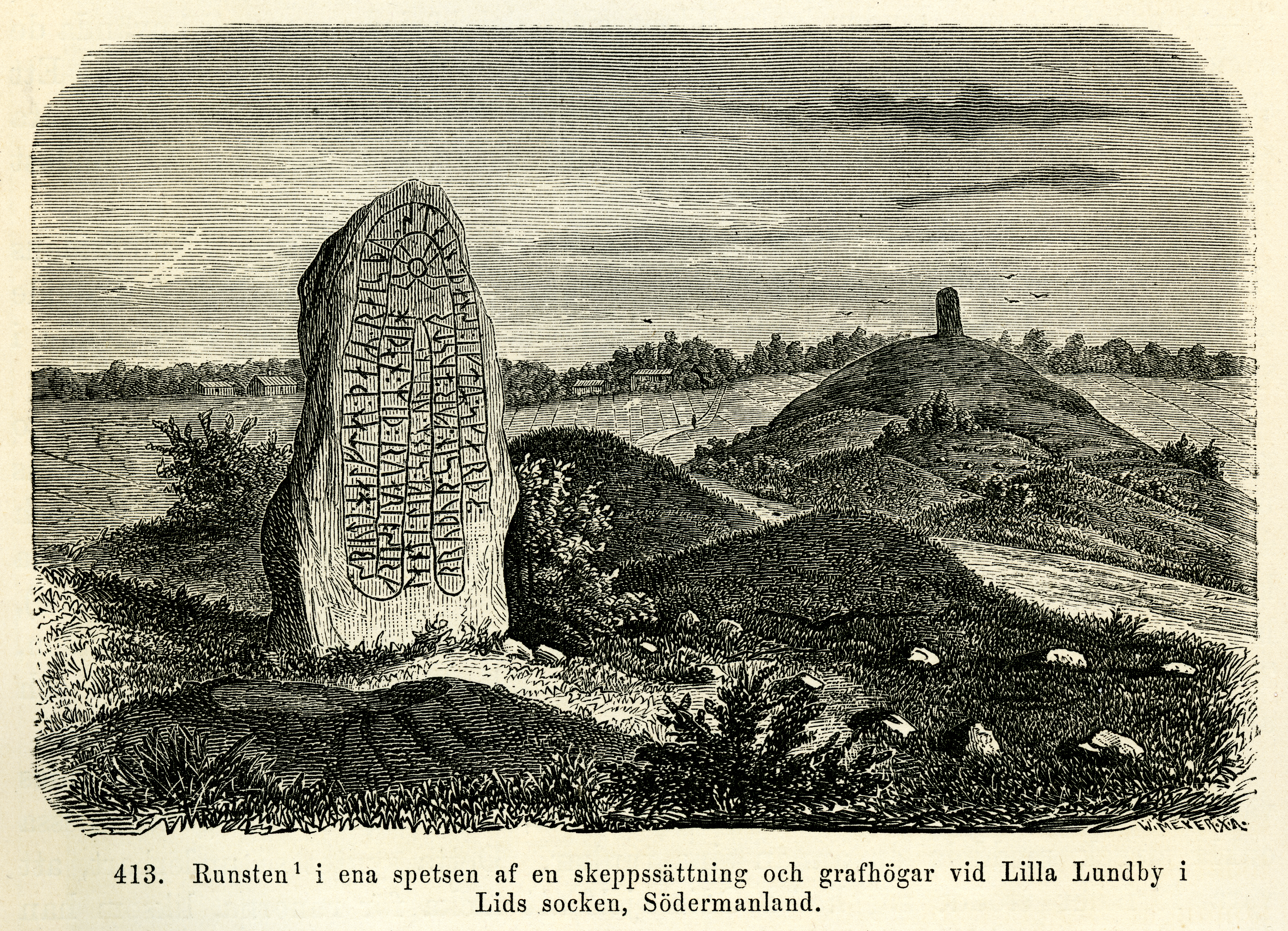
Stein von Lilla Lundby (Sö 131) – Spjóti (und?) Halfdan, sie errichteten diesen Stein für Skarði, ihren Bruder. Er fuhr nach Osten von hier mit Ingvar, in Serkland liegt der Sohn von Eyvinðr

- Sö 277, Sö 279 und Sö 281, die Ingvarsteine in der Strängnäs domkyrka

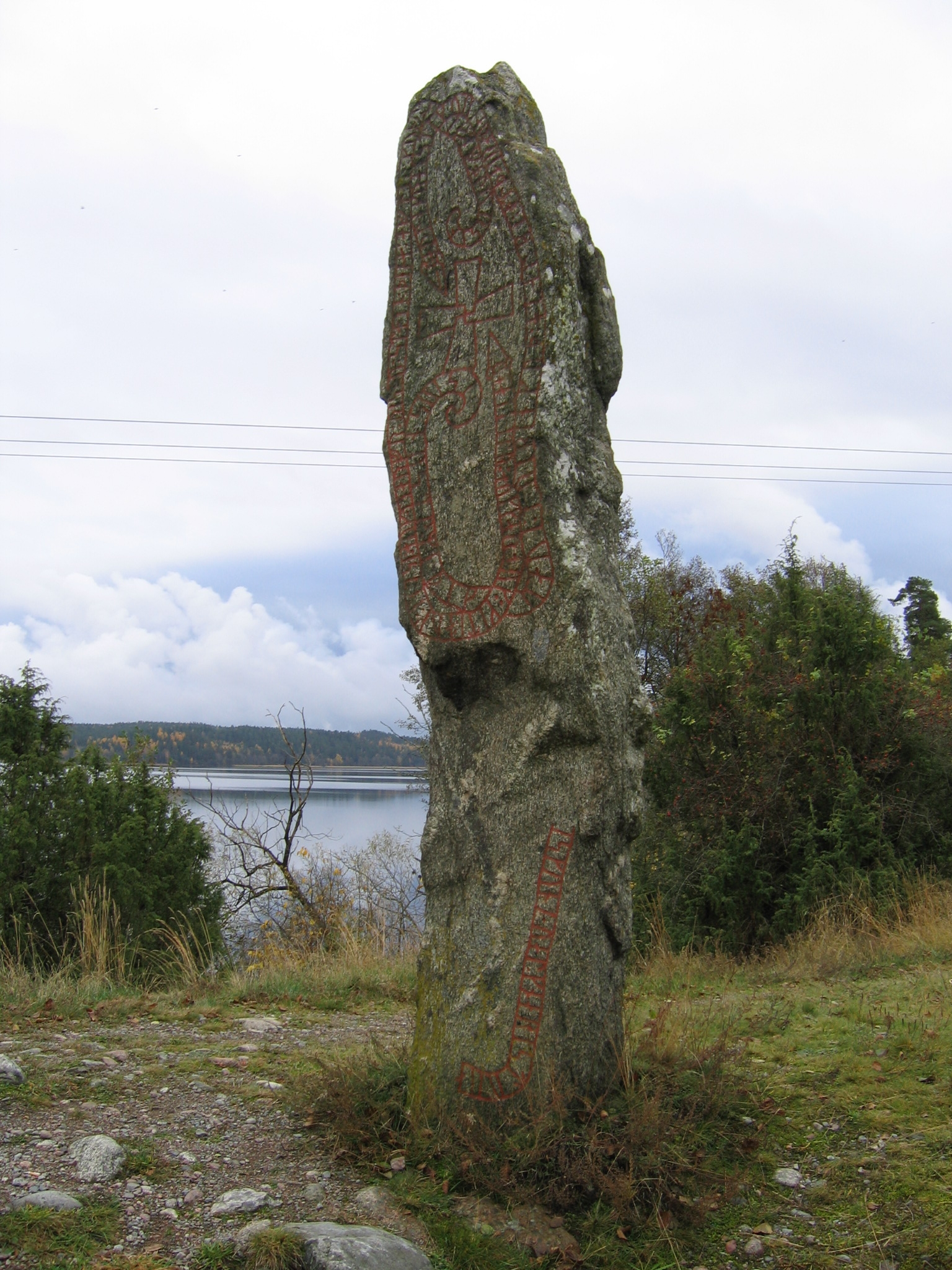
U 654 Varpsund

- Sö 287 Hunhammar
- Sö 320 Stäringe
- Sö 335 Arja ödekyrka

Uppland
- U Fv1992;157 Arlanda

Gunnarr und Bjǫrn und Thorgrímr hoben diesen Stein zur Erinnerung an Thorsteinn, ihren Bruder, der tot im Osten mit Ingvarr war, und machte diese Brücke.
- U 439 Steninge
- U 644 Ekilla bro
- U 654 Varpsund oder Ullfjärden
- U 661 Råby
- U 778 Svinnegarns kyrka
- U 837 Alsta, Nysätra
- U 1143 Tierps kyrka

Bilder der Uppland-Steine
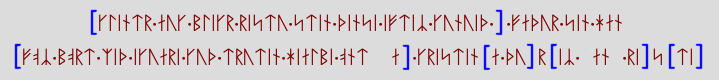
Runeninschrift von U1143
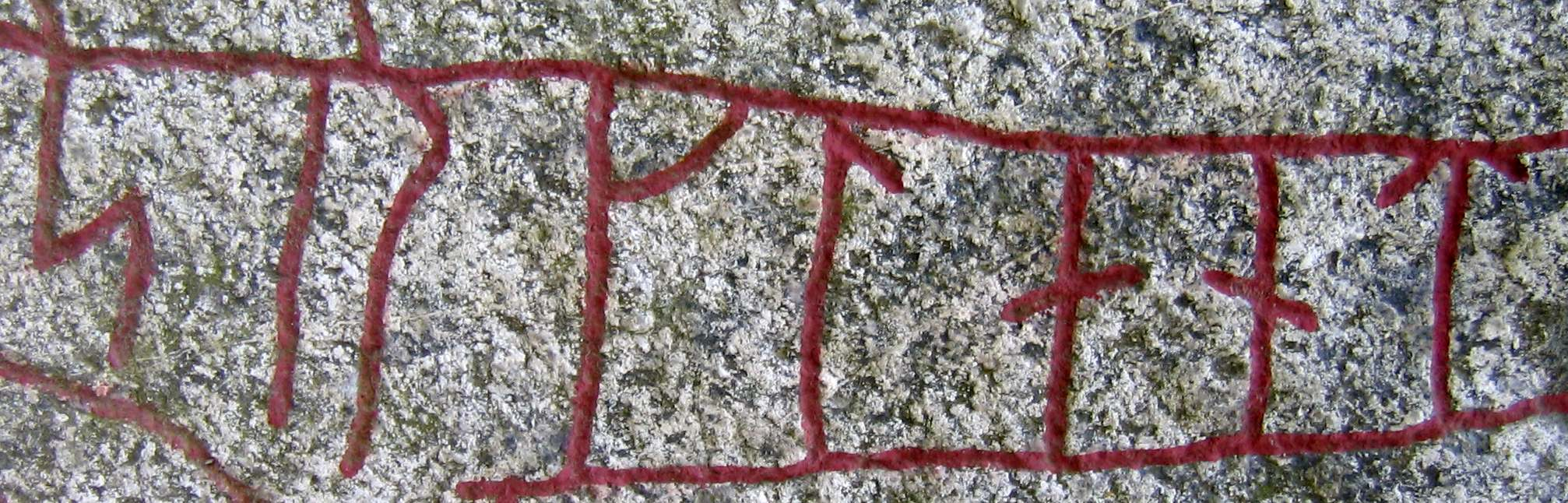
Tillinge-Stein mit dem Wort „Serkland“

Västmanland
- Vs 19 Berga, Skultuna

Östergotland
- Ög 145 Dagsbergs kyrka
- Ög 155 Bjällbrunna

## Runensteine, die sich möglicherweise auf Ingvars Expedition beziehen
- Sö 278 Strängnäs domkyrka,
- Sö 360 Bjuddby
- U 513 Rimbo kyrka,
- U 540 Husby-Sjuhundra kyrka,
- U 785 Tillinge kyrka

Véfastr errichtete diesen Stein zur Erinnerung an Guðmundr, seinen Bruder. Er starb in Serkland. Gott helfe seiner Seele.
- Vs 1 Stora Ryttene kyrkoruin und
- Ög 30 Skjorstad